# دختران رقاص هولا
دختران رقاص هولا (انگلیسی: Hula Girls) فیلمی در ژانر کمدی است که در سال ۲۰۰۶ منتشر شد. از بازیگران آن می‌توان به یاسوکو ماتسویوکی، اتسوشی تویوکاوا، یو آئویی، ایتوکو کیشیبه، و سومیکو فوجی اشاره کرد.